# شهرستان کایلو
شهرستان کایلو (به لاتین: Kailu County) یک شهرستان در چین است که در تابعیت شهر در سطح ولایت تونگلیاو واقع شده‌است.